# Yuki Ota
Yuki Ota (Japans: 太田 雄貴) (Otsu, 25 november 1985) is een Japans schermer die actief is in de floret-categorie. Ota was een van de ambassadeurs voor de kandidatuur van Tokio als gaststad voor de Olympische Zomerspelen 2020, welke het uiteindelijk ook won.

## Biografie
Ota kwalificeerde zich in 2004 voor de Olympische Zomerspelen. Na een vroege uitschakeling vroeg hij om hulp bij de coach van het Japanse nationale team, Oleg Matseitsjoek, welke hij voordien steeds had afgewezen. Dit leidde ertoe dat hij op de Aziatische Spelen 2006 een gouden medaille veroverde in het individuele floret-evenement, het eerste Japanse goud in het schermen op deze Spelen sinds 1978. Twee jaar later pakte hij de zilveren medaille op de Olympische Zomerspelen 2008. Pas in 2015 veroverde Ota een eerste individuele gouden medaille op de Wereldkampioenschappen schermen.

## Erelijst
- Olympische Spelen
  - 2008:  - floret individueel
  - 2012:  - floret team
  - 2004: 9e - floret individueel
  - 2012: 14e - floret individueel
- Wereldkampioenschappen
  - 2015:  - floret individueel
  - 2010:  - floret individueel
  - 2010:  - floret team
- Aziatische kampioenschappen
  - 2007, 2008, 2009, 2015:  - floret individueel
  - 2012:  - floret individueel
- Aziatische Spelen
  - 2006:  - floret individueel
  - 2010:  - floret team
  - 2006:  - floret team
  - 2010, 2014:  - floret individueel

## Wereldranglijst
Floret
| Jaar   | 2003 | 2004 | 2005 | 2006 | 2007 | 2008 | 2009 | 2010 | 2011 | 2012 | 2013 | 2014 | 2015 |
| ------ | ---- | ---- | ---- | ---- | ---- | ---- | ---- | ---- | ---- | ---- | ---- | ---- | ---- |
| Plaats | 106  | 9    | 48   | 25   | 7    | 7    | 6    | 2    | 21   | 17   |      | 13   | 2    |